# 蒂爾納赫山
47°39′37″N 15°7′21″E / 47.66028°N 15.12250°E

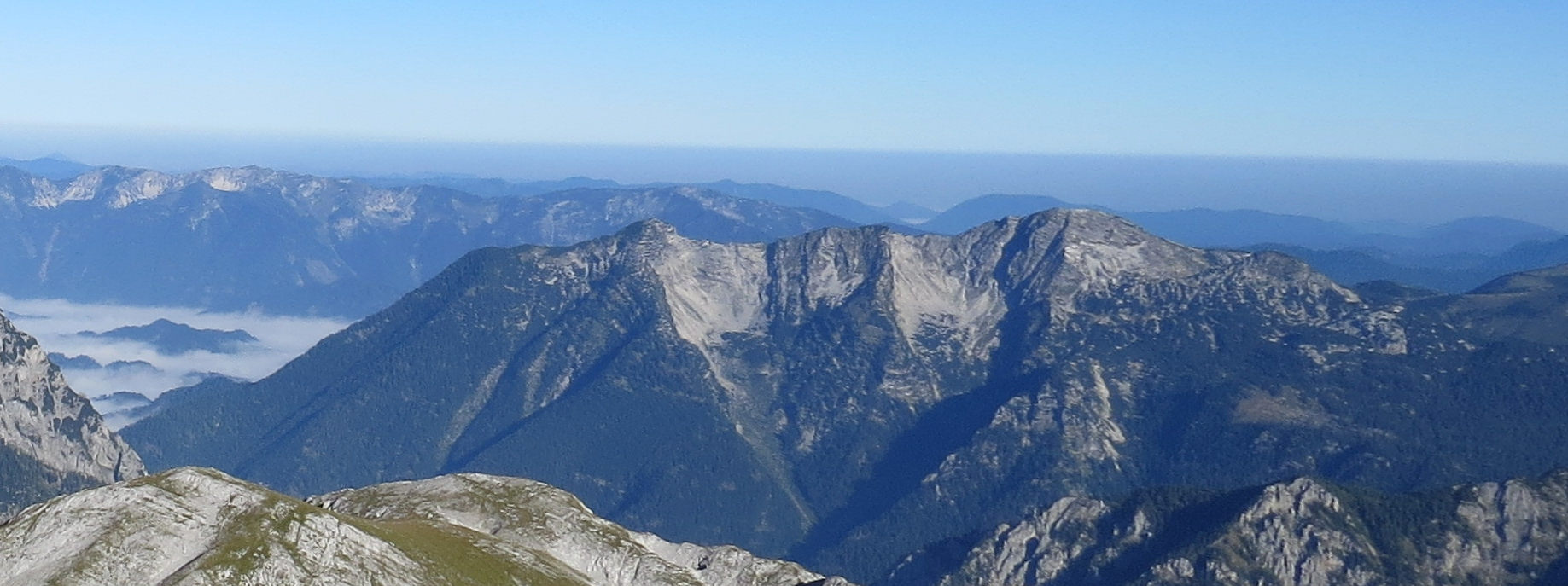

蒂爾納赫山（德語：Türnach），是奧地利的山峰，位於該國東南部，由施泰爾馬克州負責管轄，屬於伊布斯阿爾卑斯山脈的一部分，海拔高度1,770米，每年平均降雨量1,594毫米。